# ناویوشی فوکوموتو
ناویوشی فوکوموتو (انگلیسی: Naoyoshi Fukumoto؛ زادهٔ ۱۰ مهٔ ۱۹۸۷) بازیکن فوتبال اهل ژاپن است.